# Христианский мученик
Христианский мученик (англ. Christian martyr) — это человек, который был убит из-за своего свидетельства об Иисусе и Боге. В годы ранней церкви это часто происходило через смерть от распиливания, побивания камнями, распятия, сжигания на костре или других форм пыток и смертной казни. Слово «мученик» происходит от слова «койне» — μάρτυς, mártys, что означает «свидетель» или «свидетельство».
Сначала термин относился к апостолам. Как только христиане начали подвергаться гонениям, этот термин стал применяться к тем, кто испытывал трудности из-за своей веры. Наконец, это было ограничено теми, кто был убит за свою веру. Ранний христианский период до Константина I был «Веком мучеников». «Ранние христиане почитали мучеников как могущественных заступников, и их высказывания ценились как вдохновлённые Святым Духом».
В западном христианском искусстве часто изображают мучеников с пальмовым листом в качестве атрибута, представляющего победу духа над плотью, и широко распространено мнение, что изображение ладони на могиле означало, что там был похоронен мученик.